# Bank (Möbel)

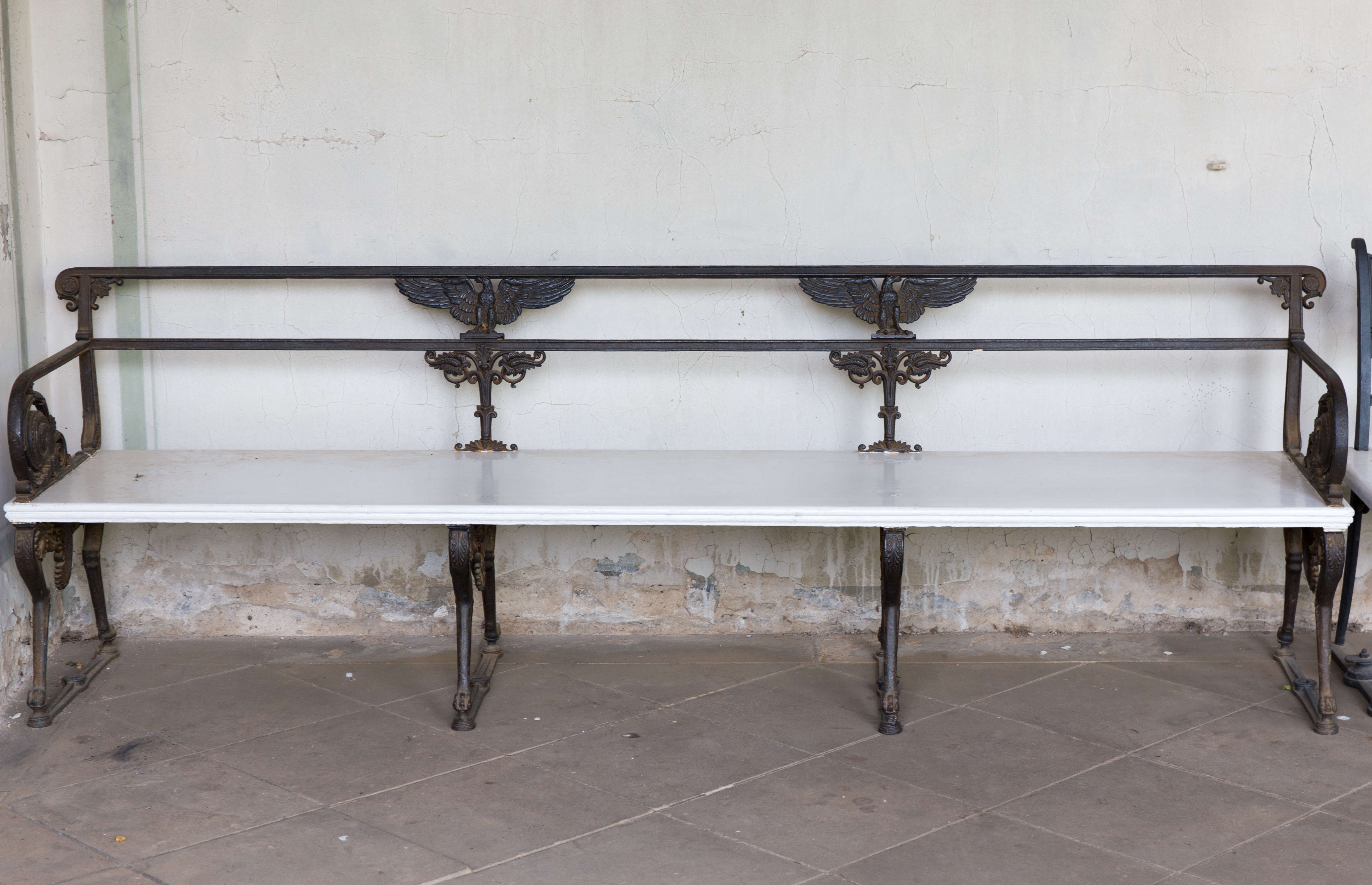
Gusseiserne Bank in den Römischen Bädern im Park Sanssouci

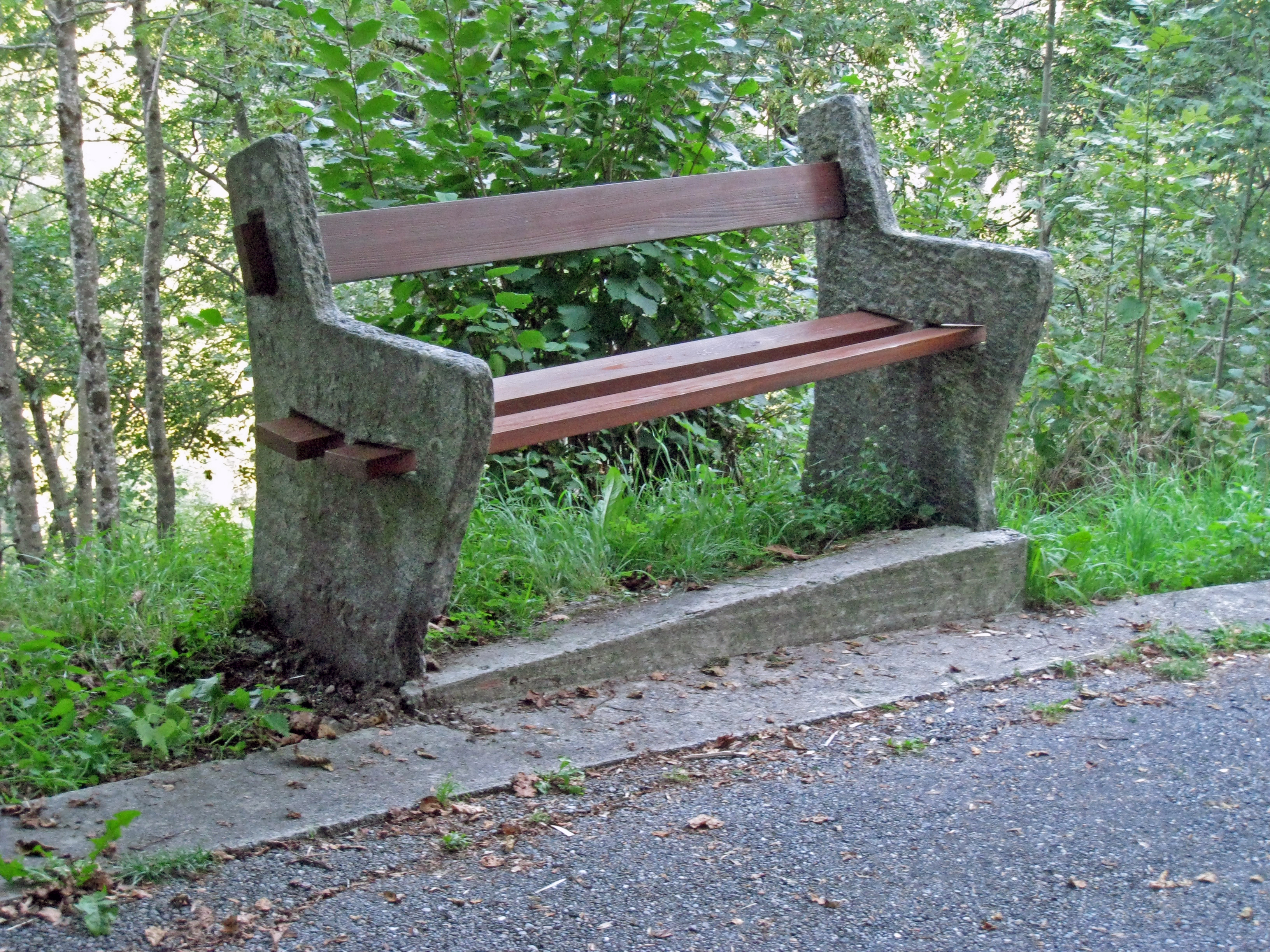
Sitzbank im Tessin (Schweiz)

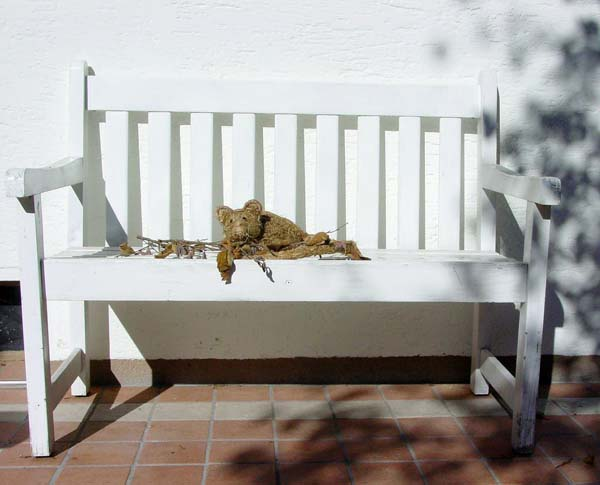
Gartenbank

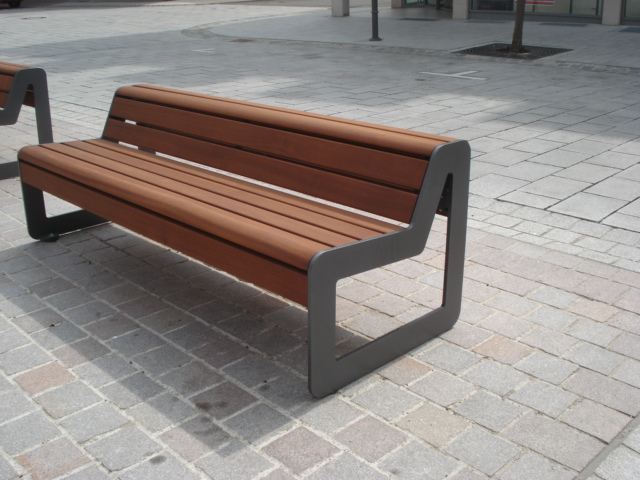
Eine Sitzbank, gestalterisch angelehnt an moderne Architektur in Weißenburg in Bayern

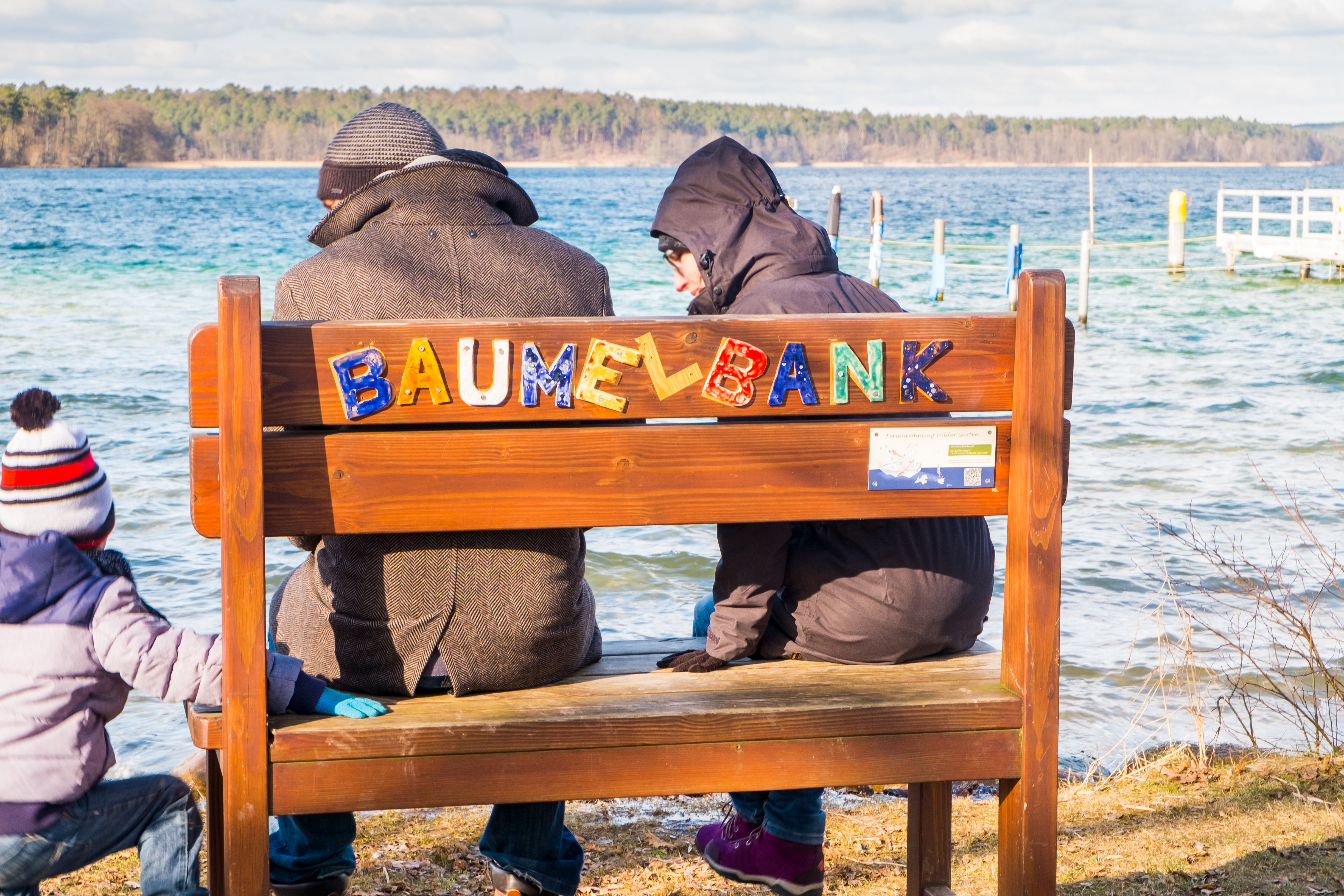
Parkbank

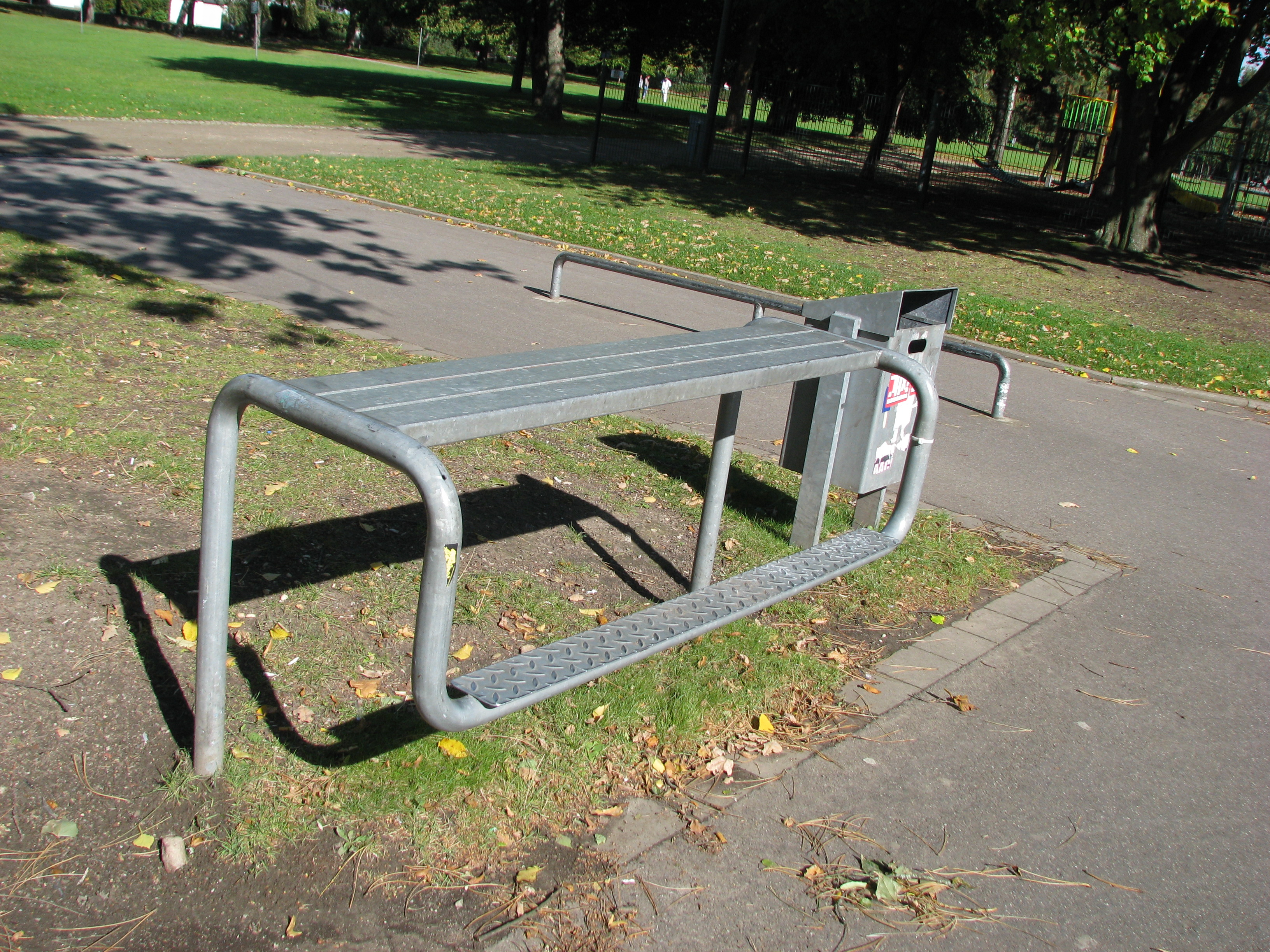
Parkbank aus Stahl ohne Rückenlehne

Eine Bank ist ein Sitzmöbel, das meist mehreren Personen Platz bietet.
Sitzbänke können aus verschiedenen Materialien bestehen, wovon einige besonders häufig verwendet werden. Dazu zählen Holz, Metall, Kunststoff oder Stein. Bänke, die im Außenbereich zum Einsatz kommen findet man hauptsächlich aus Holz oder Metall vor. Die Materialien unterscheiden sich in der Haltbarkeit und Pflegeintervallen aber auch in der Optik und Haptik und werden je nach Standort und Gebrauch unterschiedlich bevorzugt. Manche Bänke haben Armlehnen, dies ist jedoch eher selten. Holzbänke werden aus einem Stamm, aus geleimten Brettern oder geformten Latten angefertigt.

## Zwecke
Eine Sitzbank kann der körperlichen oder geistigen Erholung dienen oder auch als freier Aufenthaltsort im öffentlichen Raum. Sie "ist ein Ort, an dem man sich hinsetzen kann, ohne dass man sich rechtfertigen muss." Dort können sich Gespräche ergeben, ein Gruß oder zumindest ein Blickkontakt, Elemente gegen Einsamkeit. Um gesprächswillige Menschen zusammenzubringen, werden einzelne öffentliche Sitzgelegenheiten als "Plauderbänke" gekennzeichnet.

## Materialien

### Stein
Bänke aus Stein findet man oft in alten Parks, Tempeln oder Kirchen. Das Material ist sehr robust und schwer, so dass Steinbänke meistens nicht mobil sind. Dafür sind sie beständig und gegenüber Umwelteinflüssen unempfindlich. Das Material kann in Natursteine wie Marmor oder Granit oder in Kunststein wie Gussmarmor oder Marmorit unterteilt werden.

### Beton
Besonders beliebt waren Betonbänke während des Architekturstils Brutalismus (abgeleitet von französisch beton brut = Beton) in den Jahren 1950–1980. Wie auch Steinbänke sind Bänke aus Beton sehr schwer und dadurch unbeweglich. Sie eignen sich besonders für Außenanlagen wie Parks, Schul- oder Sportplätze als dauerhafte Sitzmöglichkeit.

### Holz

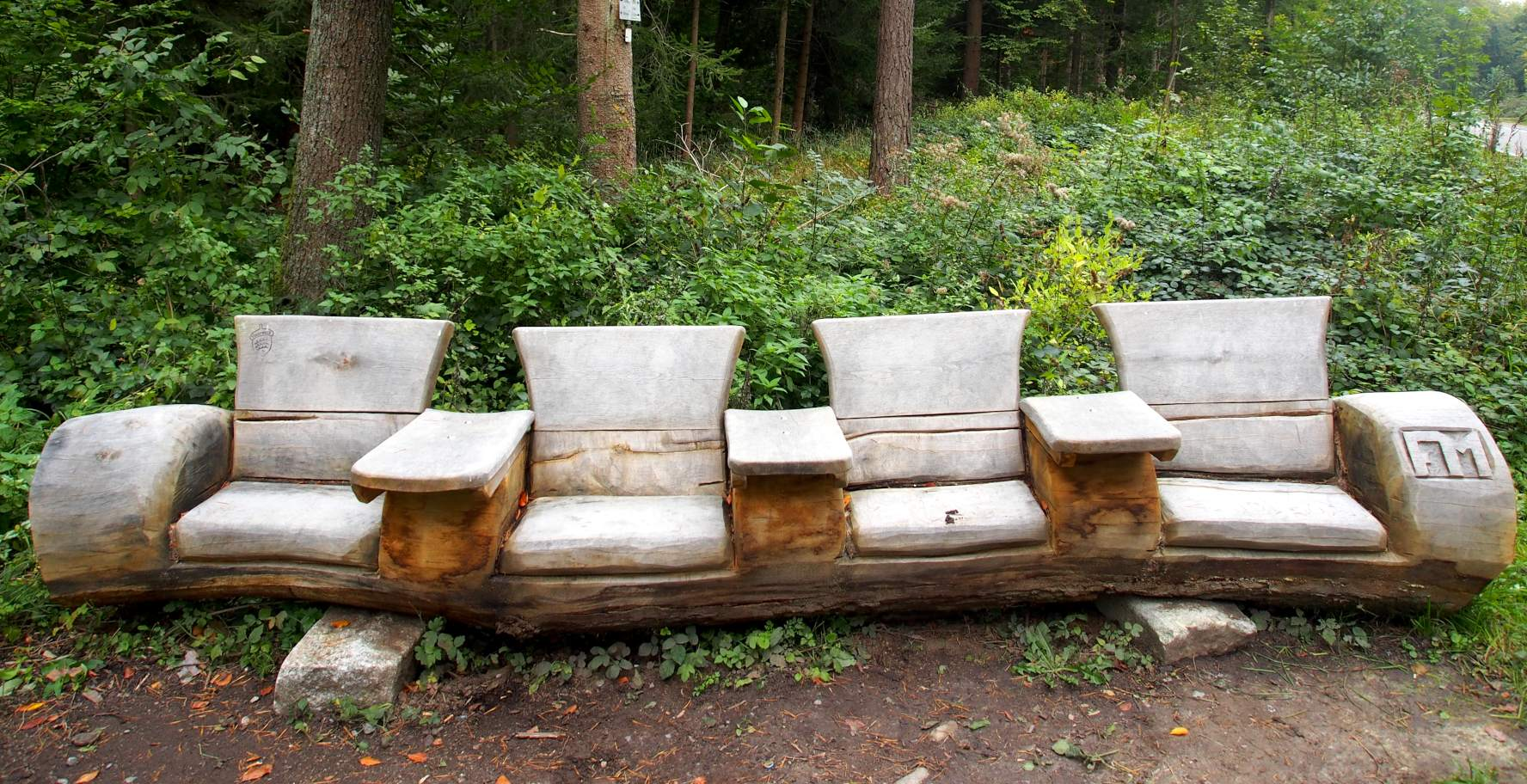
Bank aus einem Baumstamm mit Einzelsitzen

Holzbänke benötigen eine regelmäßige Pflege, da das Naturmaterial gegenüber Regen, hoher Luftfeuchtigkeit aber auch durch die direkte Sonneneinstrahlung empfindlich ist und beansprucht wird. Mit verschiedenen Lacken und Lasuren, oft auf Kunstharzbasis, kann die Oberfläche gepflegt und versiegelt werden. Dadurch verlängert sich die Lebensdauer der Bank. Die Holzart und -Herkunft unterscheiden sich dabei stark: Beliebte Hölzer sind: Teak, Akazie, Douglasie, Eiche, Fichte, Kiefer. Holzbänke finden sich typischerweise im Wald oder Parks, werden aber auch gerne Indoor verwendet.

### Stahl
Bänke aus Stahl werden meistens im Außenbereich, besonders als Stadtmobiliar und auf Sport- und Parkanlagen verwendet. Seit den 1970er Jahren prägen Bänke aus Stahl das Stadtbild. Das massive Material ist robust und witterungsbeständig. Durch die Verarbeitung zu Stahlgitter ist es gleichzeitig flexibel und bequem. Weitere Formen sind Rundrohre oder Rechteckrohre. Auch die Oberflächen können unterschiedlich behandelt oder mit verschiedenen Farben gestaltet werden.

## Etymologie
Das Wort Bank als Sitzmöbel ist ein gemeingermanisches Wort, das in dieser Bedeutung auch in fast allen germanischen Sprachen vorkommt. Als  Bankert wird ein uneheliches Kind bezeichnet, weil es auf der Schlafbank der Magd und nicht im Ehebett gezeugt wurde. Auch das Wort Bänkelsänger (= Bänkleinsänger) ist von der Bank abgeleitet, weil der Künstler oft seine Lieder auf einer kleinen Bank stehend vortrug und seine fliegenden Blätter präsentierte.
Im Mittelalter nahmen nur Personen auf einer Bank Platz, die einander gleichgestellt waren. Adlige durften nicht neben dem gemeinen Volk sitzen und umgekehrt. Daher stammt auch der Ausdruck durch die Bank, was so viel wie ohne Unterschied bedeutet.

## Verschiedene Arten von Bänken

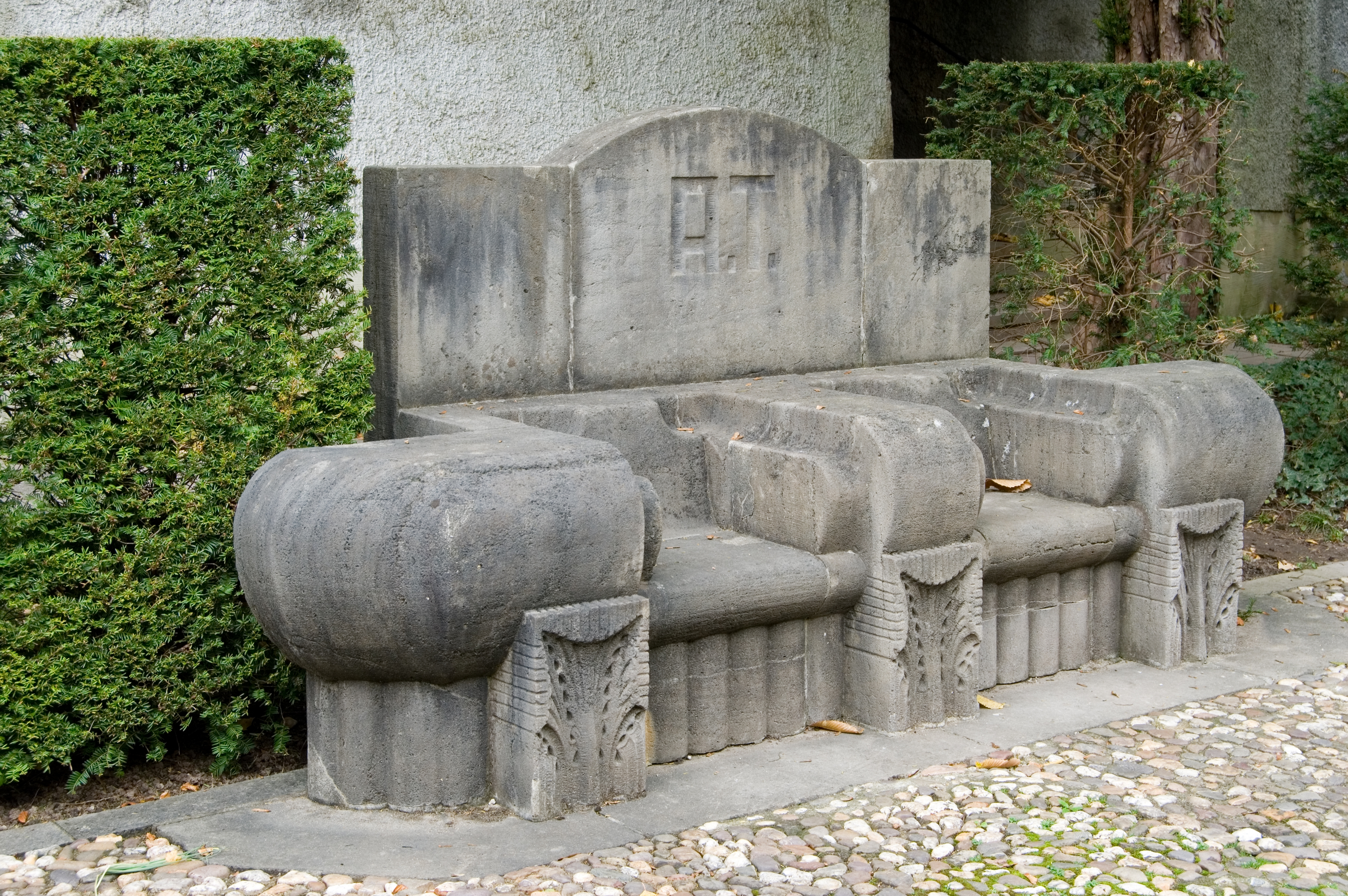
Steinbank im Schlosspark Landsberg, Ratingen

### Parkbank

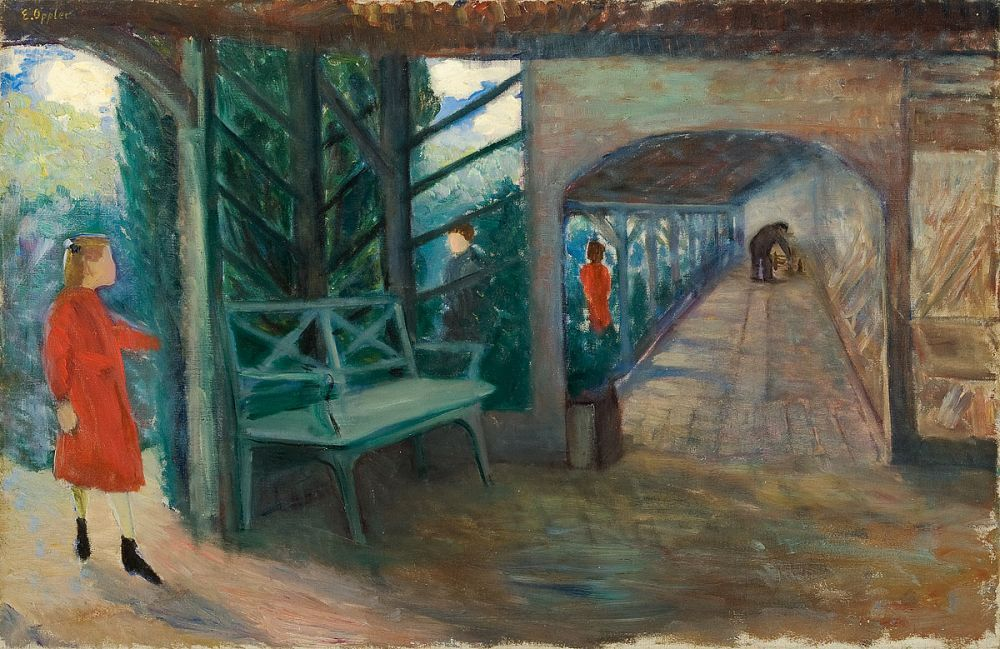
Das Gemälde „Drei Mädchen im Laubengang“ von Ernst Oppler

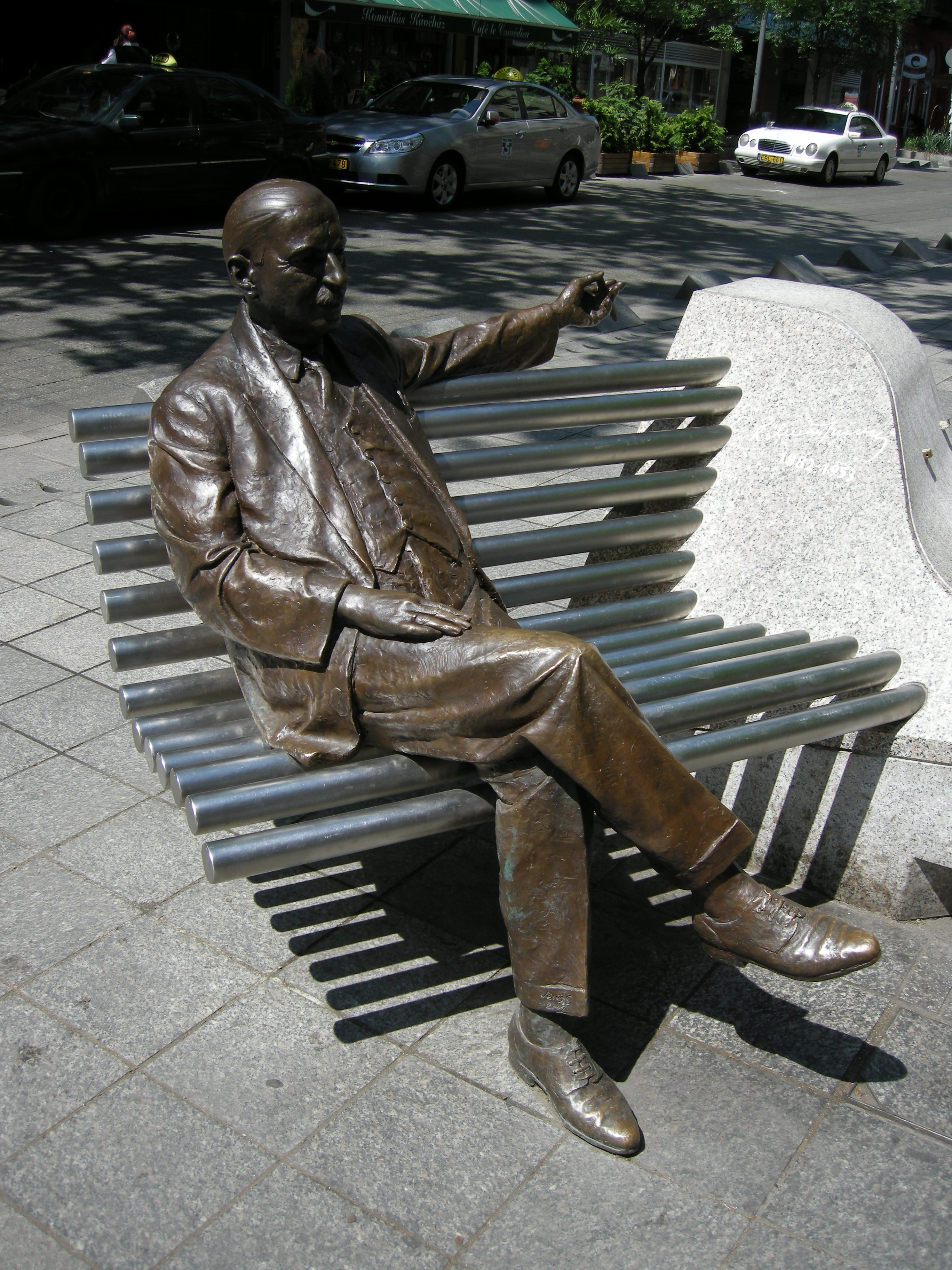
Eine moderne Bank als Kunstwerk in Budapest

Öffentliche, im Freien aufgestellte Parkbänke bieten als Stadtmöbel etwa drei bis fünf Personen Platz. Viele Kommunen lassen solche Parkbänke privat finanzieren, wobei der Name des Sponsors mit Hinweis auf seine Spende in ein Metallschild graviert und an der Bank befestigt wird.
Zunehmend werden im öffentlichen Raum Solarbänke aufgestellt, an denen Handys aufgeladen werden können und die zum Teil über einen WLAN-Hotspot Zugang zum Internet erlauben.
Theodor Fontane hielt fest: «Ich bin immer, auch im Leben, für Ruhepunkte. Parks ohne Bänke können mir gestohlen bleiben.»
Parkbänke sind auch immer wieder Gegenstand künstlerischer Auseinandersetzung, sei es in der Kunst selbst, auf einem Gemälde oder als Teil einer künstlerischen Installation.

### Bank an Fuß- und Wanderweg
Bänke gibt es auch entlang von Fuß- und Wanderwegen, insbesondere bei Aussichtspunkten. In der Schweiz ist die Dichte öffentlicher Sitzbänke besonders hoch. Ein Teil davon ist kartiert unter bankgeheimnisse.ch.

### Bierbank
Bierbänke haben einklappbare Beine, sodass sie leicht transportiert und gelagert werden können.

### Eckbank
Eckbänke finden sich sowohl im gastronomischen Bereich als auch im Haushalt meist als Teil der Sitzgelegenheiten eines Esstisches. Sie bestehen aus zwei rechtwinklig zueinander stehenden Elementen und einer Eckverbindung.

### Kirchenbank
Kirchenbänke finden sich im Inneren von Gotteshäusern, teils mit Polsterung versehen; in katholischen Kirchen mit zusätzlicher Kniebank. Adlige und Ehrenbürger einer Gemeinde besaßen oft eigene, ornamentierte Kirchenstühle in exponierter Stellung innerhalb des Gotteshauses.

### Schulbank

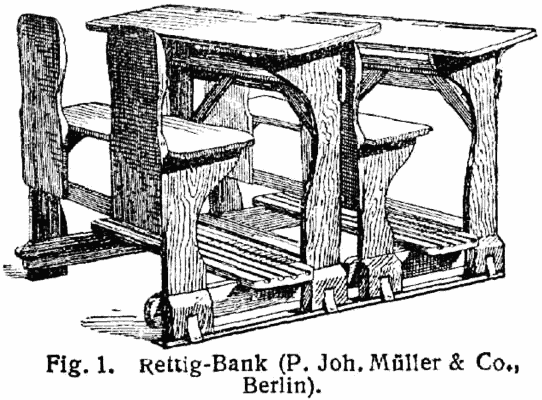
Historische Schulbank

Als Schulbänke bezeichnete man ursprünglich echte Sitzbänke in Klassenzimmern, die als Bank-Tisch-Kombination mit schräggestellter Platte ausgeführt waren, meist mit einer Vorrichtung zur Aufnahme des Tintenfasses sowie einer Ablage für Mäppchen oder Stifte. Im 20. Jahrhundert wurden derartige Einrichtungen in Deutschland und europäischen Ländern unüblich. Ersetzt wurden sie durch Stühle und Tische, wobei die Tische auch heute noch als Bank bezeichnet werden. Schulen der Entwicklungsländer in Afrika, Südamerika oder Asien nutzen die Kombination noch heute, sofern Sitzmöbel üblich sind.

### Ruhbank
Eine Bank, die speziell der Rast von Lastenträgern diente.

## Weltrekorde
Es gibt verschiedene Weltrekorde, die sich auf Bänke im Sinne von Sitzmöbeln beziehen. Am 18. August 2012 wurde ein 1013,32 Meter langes Sitzmöbel auf dem Kronberg in der Schweiz als längste Sitzbank der Welt in das Guinness-Buch der Rekorde eingetragen. Da dieses Möbel zuvor von einer Appenzeller Käsefabrik als Vermarktungsgag offenbar ungenehmigt erbaut worden war, gab es Ende 2013 den gesetzlichen Beschluss, dass die Bank abgebaut werden muss. Die Stadt Rendsburg am Nord-Ostsee-Kanal (NOK) beansprucht den Rekord für die „längste aktuell aufgebaute Bank der Welt“ seit September 2014 für sich. Die bereits 25 Jahre existierende Sitzbank wurde zu diesem Zeitpunkt um rund 74 Meter verlängert, da es in Japan und Thüringen längere Bänke gegeben hatte und umfasst nun 575,75 Meter. Eine Bank an der Burgmauer von Schloss Burg, einer Höhenburg in Solingen, wird mit 22 Metern Länge als längste Bank aus einem Stück Holz bezeichnet. Sie wurde 2010 aus einer bergischen Fichte hergestellt. Im Emmental steht eine 38 Meter lange Bank, von der ebenfalls behauptet wird, sie sei die längste Sitzbank der Welt aus einem einzigen Baum.

## Andere Bänke
Ebenfalls als Bank, allerdings nicht im Sinne von Sitzmöbel, werden folgende Gegenstände bezeichnet:
- Eine Werkbank ist keine Bank, sondern der Arbeitstisch mit Arbeitsfläche eines Handwerkers, vor allem eines Tischlers, siehe auch Hobelbank.
- Eine Blumenbank ist eine sehr niedrige, etwa 20 bis 50 cm hohe Bank, auf der man Blumentöpfe abstellen kann. Trotz ihrer oftmals leichten Bauweise kann sie durchaus 1–2 Zentner Last aushalten. Sie besteht aus Holz bzw. aus Metall. Blumenbänke sind in jedem Bau- oder Blumenfachmarkt erhältlich.
- Eine Hantelbank ist eine Konstruktion, die meist aus einer gepolsterten Fläche besteht und im Fitness- und Krafttrainings-Bereich angesiedelt ist. In verschiedenen Ausführungen erhältlich, bezeichnet man sie auch als Flach- oder Schrägbank.
- Eine Töpfchenbank, die in Kindertagesstätten Verwendung findet
- Eine Stuhlbank kann ein zur Bank umklappbarer Stuhl[9] oder eine Bank mit Stuhllehne[10] sein. Als „Stuhlbank“ wurden außerdem Kirchenbänke[11] sowie Elemente des Chorgestühls („Chorstuhlbank“)[12][13] bezeichnet.
- Die Camden-Bank ist ein 2012 im Londoner Stadtteil Camden Market aufgestellter Banktyp, der als Element defensiver Architektur alle anderen Nutzungsformen außer der des Sitzens unterbinden soll